# Soulèvement centraméricain de 1821
 (mai 2024).
Le contenu est difficilement compréhensible vu les erreurs de traduction, qui sont peut-être dues à l'utilisation d'un logiciel de traduction automatique.
Le soulèvement centraméricain de 1821 ou la répression centraméricaine, est une série de conflits armés entre les monarchistes partisans de l’annexion de l’Amérique centrale au Mexique (en) et les républicains qui voulaient être une république indépendante.
Le conflit débute fin 1821 dans les rues du Guatemala. Le général mexicain Vicente Filísola, commandant de 5 000 hommes et délégué militaire d'Iturbide, prend le contrôle de l'Amérique centrale, qui comprend alors le Chiapas, le 22 juin 1822.

## Contexte
Alors que le Conseil du gouvernement provisoire (es) accordait le titre de vicomte et marquis de la Cadena à José Manuel Velázquez de la Cadena, membre de la même corporation, en dehors de la capitale de l'empire, l'adhésion du Guatemala au Mexique provoqua quelques variations, de sorte que le Les États qui formaient la capitainerie générale de l'Amérique centrale nommeraient leurs députés au Congrès constituant mexicain (es) ; cette question a mis en évidence les différences entre les Centraméricains, qui n'ont occupé que 21 sièges sur les 40 proposés par Iturbide. Le Nicaragua et le Honduras voulaient rejoindre l'empire, ainsi que le Chiapas et Quetzaltenango, tandis que le Guatemala, le Salvador et le Costa Rica se déclaraient indépendants, connaissant entre eux des dissidences qui les mettaient en conflit. Dans la province de Nicaragua, la ville de Granada, dans l'exercice de son droit et en raison de ses sympathies et commodités, n'a pas voulu appartenir au Mexique, décidant donc de envoyer ses députés au Guatemala, où fut convoqué un Congrès général, représentant l'ensemble du territoire centraméricain destiné à devenir un territoire indépendant. La même chose qui s'est produite au Nicaragua et au Honduras, là les ports de Trujillo et Omoa et les districts de Tegucigalpa et Gracias n'ont pas veulent s'unir, et dans cette divergence d'opinions et de volontés, des conversations amères commencèrent à avoir lieu entre les provinces. Les provinces rebelles ont cessé de verser des impôts à la capitale, le Guatemala;  À l'arrivée de Filísola, un demi-million de pesos avait cessé d'être envoyé au trésor.

## Soulèvements
Une résistance active contre l'annexion s'est produite au Costa Rica, El Salvador et Nicaragua. Des politiciens républicains du Salvador ont tenté d'usurper l'autorité de l'Amérique centrale de la ville de Guatemala et de mener une résistance régionale à l'occupation mexicaine.

### Répression de la résistance salvadorienne
Arce et Delgado ont organisé une résistance armée salvadorienne et se sont préparés à engager la bataille avec les forces mexicaines. Gaínza, qui servait comme capitaine général de Amérique centrale, engagea des soldats guatémaltèques pour soutenir les Mexicains en mars 1822 et les plaça sous le commandement du sergent chilien José Nicolás de Abós y Padilla (es). Les forces salvadoriennes et guatémaltèques se sont affrontées dans la ville d'El Espinal le 3 mars, se terminant par une victoire salvadorienne qui a contraint les soldats d'Abós et Padilla à battre en retraite. Gaínza a licencié Abós y Padilla et l'a remplacé par le colonel Manuel Arzú (en) le 19 mars. Gaínza a également renforcé Arzú avec plus de soldats. L'armée d'Arzú réussit à occuper San Salvador le 5 avril et força les soldats salvadoriens à abandonner la ville.
Le gouvernement de Filisola est venu lorsque le gouvernement guatémaltèque a demandé sa présence, Filísola est arrivé dans la ville de Guatemala le 12 juin 1822 et a succédé à Gaínza comme capitaine général et chef politique de l'Amérique centrale le 23 juin.  Le 30 août, Filísola a négocié un armistice avec le Salvador qui impliquait que le gouvernement salvadorien présente ses droits et griefs au gouvernement mexicain en novembre et cède sept municipalités au gouvernement guatémaltèque. Le 30 août, Filísola a négocié un armistice avec le Salvador qui impliquait que le gouvernement salvadorien présente ses droits et griefs au gouvernement mexicain en novembre et cède sept municipalités au gouvernement guatémaltèque. Les délégations qui ont négocié l'armistice comprenaient Antonio José Cañas (es) et Juan Francisco Sosa du Salvador, ainsi que le colonel Felipe Codallos (es) et le lieutenant-colonel  José Luis González Ojeda du Guatemala. Le 10 novembre, le Congrès salvadorien a déclaré qu'il ne pouvait pas ratifier l'armistice et qu'El Salvador défendrait ses droits avec force.  Avant que les forces de Filísola n'envahissent le Salvador, la junte gouvernementale salvadorienne a envoyé un envoyé diplomatique à Washington, DC pour demander officiellement l'annexion aux États-Unis afin d'éviter d'être complètement conquise par les forces mexicaines.  Pendant ce temps, une rumeur s'est répandue au Salvador selon laquelle les États-Unis avaient envoyé une force expéditionnaire de 1 500 soldats pour imposer l'annexion, mais une telle expédition n'existait pas.  L'envoyé est arrivé au milieu de 1823, mais ils n'ont été invités à rencontrer ni le président James Monroe ni le secrétaire d'État John Quincy Adams. À ce moment-là, l’Empire mexicain s’était déjà effondré. Filisola, obéissant aux ordres d'Iturbide, abandonna Guatemala City le 11 novembre 1822 avec 2 000 soldats pour occuper à nouveau San Salvador. En réponse à l'invasion de Filísola, Delgado a envoyé un message au gouvernement mexicain proposant une annexion totale à la seule condition que les représentants du El Salvador soient autorisés à participer à la formulation de la nouvelle constitution mexicaine.
Le 7 décembre, Filísola occupe la ville salvadorienne de Coatepeque. L'armée mexicaine comptait 5 000 soldats, tandis que les forces salvadoriennes étaient moins de 1 000 et n'étaient armées que de machettes et de lances. Malgré l'avantage numérique de Filísola, il reconnut qu'il serait difficile de tenter de soumettre l'armée rebelle puisque le soutien religieux symbolique de Delgado remontait le moral de la population à San Salvador. Le 21 décembre, Filísola fut informée que les soldats d'Arce s'étaient fortifiés dans les villes de San Miguel, San Martín et Cojutepeque. Filísola lança un ultimatum à Arce le 14 janvier 1823, déclarant que l'annexion aux États-Unis était vaine et que l'annexion à l'Empire mexicain était inévitable. Le lendemain, Arce envoya une réponse à Filísola rejetant l'ultimatum. Après leur rejet, ils marchèrent sur Apopa et Ayutuxtepeque le 7 février 1823, alors qu'ils étaient attaqués par des soldats salvadoriens utilisant des tactiques de guérilla. Le même jour, les troupes mexicaines et salvadoriennes s'affrontèrent au Mexique, se terminant par une victoire mexicaine.  Les soldats salvadoriens qui défendaient San Salvador ont fui la ville le même jour. Deux jours plus tard, Filísola captura San Salvador et devint gouverneur de la province.  Les soldats salvadoriens qui ont fui la ville se sont retirés au Honduras sous le commandement de Mariano Prado, où ils se sont rendus à Filísola, près de la ville de Gualcince, le 21 février.

### Guerre d'Ochomogo
Lorsqu'Iturbide abolit le Congrès constituant le 31 octobre 1822, sans qu'une nouvelle constitution ne soit rédigée, certains Costaricains devinrent frustrés envers l'empereur mexicain. Les frustrations ont divisé les politiciens costariciens sur la question de savoir s'il fallait rester au Mexique ou s'en séparer. Le 8 mars 1823, le Conseil Supérieur du Gouvernement vota en faveur de la sécession du Mexique, déclarant: «La province du Costa Rica sera absolument libre et indépendante de tout pouvoir, donc dans l'usage de ses droits et de la congrès actuel dans l'exercice de sa souveraineté".
Rafael Francisco Osejo (es), qui a toujours été favorable à l'indépendance du Costa Rica, a été nommé président du gouvernement du triumvirat formé à Cartago en mars. Il fut renversé par les impérialistes au bout de huit jours.  Le 29 mars 1823, un groupe de Carthagènes dirigé par Joaquín de Oreamuno (es) occupa la caserne militaire et proclama que le Costa Rica rejoindrait l'Empire mexicain.  Oreamuno a déclaré que la cérémonie officielle de loyauté envers l'empire prendrait effet le 6 avril. Les dirigeants de San José et Alajuela déclarèrent la guerre aux impérialistes et nommèrent Ramírez à la tête de leur armée. Les forces républicaines comprenaient des troupes régulières et irrégulières de San José et d'Alajuela. Les impérialistes avaient des troupes régulières de Cartago, des troupes irrégulières de Cartago et Heredia et des Nicaraguayens fidèles à l'empereur. Ils avaient de l'artillerie héritée de l'Espagne et de la cavalerie.
Ramírez envoie un ultimatum aux impérialistes le 4 avril 1823. Les deux armées se rencontrent le matin du 5 avril à Ochomogo. Le col d'Ochomogo est une vallée près de Cartago qui traverse les montagnes entre San José et Cartago, reliant les bassins Pacifique et Atlantique de la vallée centrale.  La milice de Cartago sous le commandement du sergent-major Salvador de Oreamuno prend position dans la plaine. Joaquín de Oreamuno (es) de la Trinidad a passé les premières heures chez eux à Cartago. Les républicains étaient sous le commandement général de Ramírez et le futur chef de l'État António Pinto Soares commandait leur artillerie. Il y a eu une tentative de négociation, mais elle a rapidement échoué et les deux parties ont commencé à tirer avec leurs mousquets à l'abri des grosses roches volcaniques couvrant la zone. Le combat se prolongea et les forces de Cartago effectuèrent plusieurs charges de mousquet et d'infanterie, mais l'artillerie de Pinto Soares les ralentit et certains officiers de Cartago commencèrent à déserter, dont leur commandant Salvador de Oreamuno. Le sergent Félix Oreamuno y Jiménez a pris le commandement et a appelé à un cessez-le-feu, mais Ramírez a insisté sur une reddition inconditionnelle et a continué les combats jusqu'à ce que les forces de Cartago soient complètement vaincues. Puis il entra dans Cartago et désarma les habitants.  Une vingtaine de personnes ont été tuées au cours de cette bataille d'une journée.

### Rébellion d'Anaclet
José Anacleto Ordóñez (es) a lancé la rébellion contre le gouvernement pro-mexicain le 16 janvier 1823. Lui et ses partisans ont capturé sans effusion de sang la caserne militaire de Granada. Cela a été suivi par une série de pillages et de vols commis par les partisans d'Ordóñez dans les villes de Grenade, Jinotepe, Juigalpa et Masaya. Les violences ont poussé de nombreuses personnes dans les villes touchées à fuir vers Managua, qui reste sous le contrôle des forces pro-mexicaines.
Le 13 février 1823, les troupes du brigadier Es, ancien gouverneur du Nicaragua (1819-1820), furent repoussées - malgré leur supériorité - par la résistance et l'habileté populaires. du leader de Grenade. Le 23 février 1823, le gouverneur du Nicaragua (qui avait été le dernier gouverneur espagnol du Nicaragua) récupéra Grenade par la force avec une armée de 1 000 soldats. Les impérialistes ont demandé des renforts à l'armée mexicaine sous le commandement du général Vicente Filísola, mais le 19 mars, Agustín de Iturbide a abdiqué, effondrant l'éphémère empire.
Herrera Mena attribue la vulnerabilidad en la «cohésion territoriale et politique de la Province-Été» à la substancial indépendance et démocratie des cents de #mairie à l'égard des capitales des intendencias et à la capitale de l'ancien Royaume du Guatemala créées par les réformes borbónicas du s. #Xix et extremadas par la Constitution de Cadix, qu'ont cédé grande autonomie et de-jerarquizaron aux mairies constitutionnelles et ses héritiers, les communes.